# Bianchi 24/40 HP
Der Bianchi 24/40 HP ist ein Pkw-Modell. Hersteller war Bianchi aus Italien.

## Beschreibung
Das einzige bekannte Baujahr für dieses Modell war 1906. Bianchi bot es auch in Großbritannien an.
Der Vierzylindermotor hatte 125 mm Bohrung, 150 mm Hub und 7363 cm³ Hubraum. Genannt werden blockweise gegossene Zylinder, SV-Ventilsteuerung und Magnetzündung von Bosch. Die Höchstdrehzahl betrug 1350 Umdrehungen in der Minute. Das Getriebe hatte 4 Gänge. Die Höchstgeschwindigkeit lag bei 105 km/h. Der Radstand betrug 2972 mm und die Spurweite 1397 mm.
Karosseriebauformen waren Roi-des-Belges mit Dach und Landaulet.
Der Bianchi Tipo D mit einem Motor ähnlicher Größe kann als Nachfolger angesehen werden.